# Замок Дангвайр

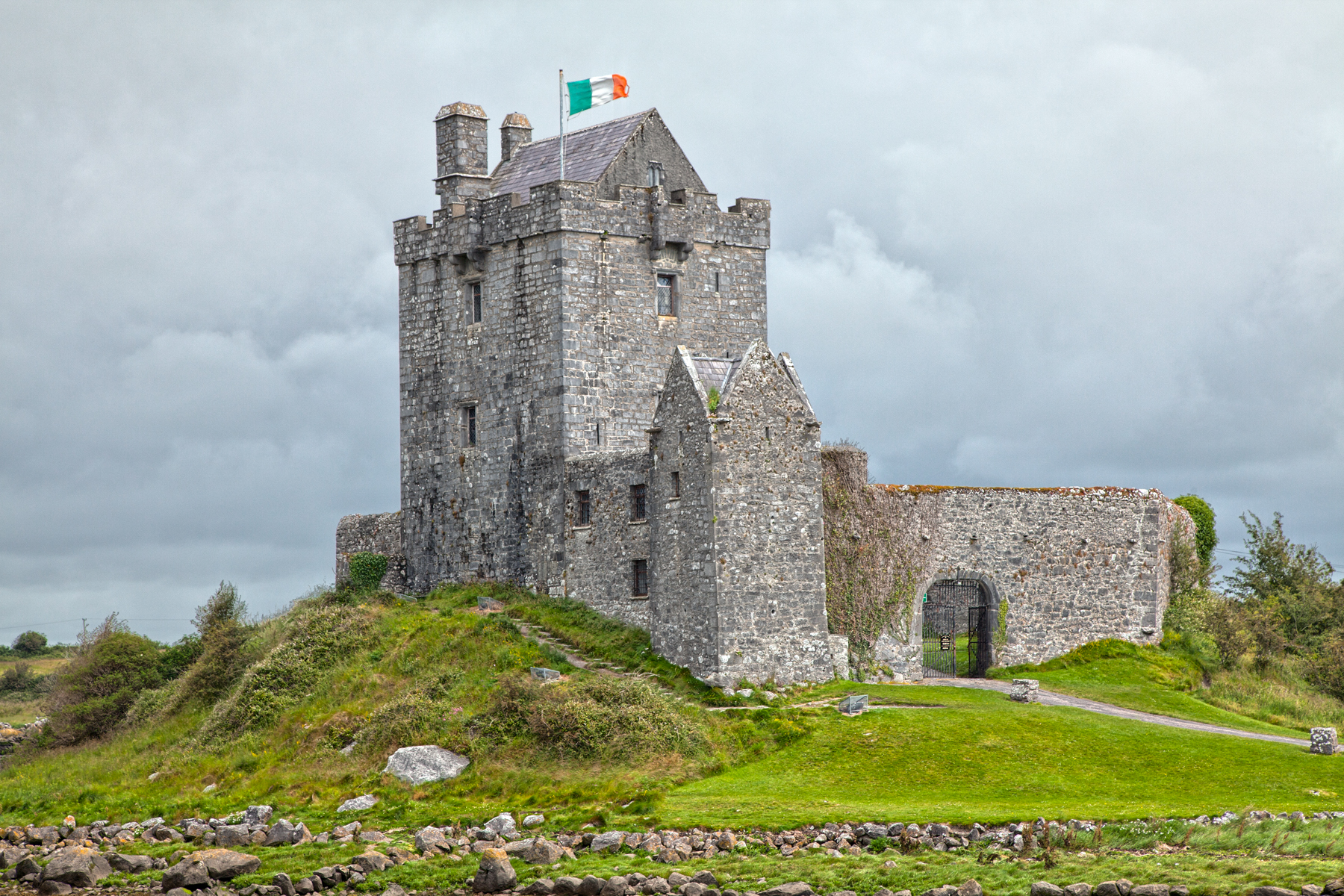
Замок Дангвайр.

Замок Дангвайр (англ. Dunguaire Castle,ірл. Dún Guaire) — один із замків Ірландії, потужна кам'яна фортеця XVI століття. Розташований в графстві Ґолвей біля міста Кінвар. Замок має башту висотою 75 футів (понад 25 м). Замок відреставрований, влітку відкритий для відвідування туристами. Це один з найпопулярніших замків Ірландії серед туристів.

## Історія замку Дангвайр
Замок Дангвайр збудував клан Хайнс (Гайнс) у 1520 році. Цей клан володів цими землями як мінімум з 662 року, коли, згідно з історичними переказами та літописами це місце було резиденцією короля Гуайре Айдне, що правив королівством Коннахт і вважається засновником клану Гуайре. Не виключено, що на місці замку Дангвайр у давнину була інша фортеця. яка потім була зруйнована.
Ірландський вчений ХІХ століття О'Донован писав, що замком Дун Гвайре і землями навколо нього володів туат Фіахрах, а сам замок збудував клан О'гЕйдін (ірл. Ó hEidhin), вожді якого були і вождями туата і клану Койлл Ва бФіахрах (ірл. Coill Ua bhFiachrach) і володіли землями навколо Кінвара, були вождями клану Ві Фіахрах Айдне, володіли землями графства Ґолвей між Бурреном і затокою Ґолвей на заході та Слів Авгті на сході.
У XVII столітті замок і навколишні землі отримав Олівер Мартін (батько Річарда Мартіна). Замок лишався у володіннях клану Мартін, аж доки на початку ХХ століття замок придбав Олівер Джон Гогерті — відомий ірландський поет та хірург. Гогерті почав реставрацію замку, який на той час був сильно зруйнований.
У ті роки, коли замком володів Гогерті замок відвідували такі відомі люди «кельтського відродження» як Вільям Батлер Єйтс, Джордж Бернард Шоу, Леді Грегорі, Джон Міллінгтон Сінг.
У 1954 році замок придбала леді Крістабелла Амфілл, що завершила реставрацію, яку почав Гогерті. Пізніше замок викупила ірландська асоціація «Розвиток Шеннону» (англ. Shannon Development), що опікувалась численними історичними об'єктами ірландської спадщини та туризмом. Протягом літа замок відкритий для відвідування туристами, кожну ніч проводяться костюмовані середньовічні бенкети, де виступають поети, письменники, декламатори давніх ірландських легенд, музики грають давню ірландську музику.

## Замок Дангвайр в кінематографі
У 1969 році замок Дангвайр був використаний при зйомках фільму «Гармати серед вересу». У цьому фільмі замок був показаний як замок Бойн.
У 1979 році замок був використаний для знімання фільму «Захоплення в Північному морі», де замок був показаний як шотландський замок і рідний дім головного героя фільму.

## Легенда
Про замок Дангвайр відома легенда, яка називається «Бохар на міас» — «Дорога зі страв» (ірл. Bothar na Mias). У цій легенді розповідається про короля Гвайре та святого Колмана Кілмакдуага.